# Søndergade (Hadsten)
 For alternative betydninger, se Søndergade. (Se også artikler, som begynder med Søndergade)
Søndergade er en gade i det centrale Hadsten, og er den tættest bebyggede strøggade i byen. Gaden strækker sig over 850 m, og var indtil landevejen blev omlagt i 1960 en del af hovedlandevejen mellem Randers og Skanderborg. Gaden starter ved en tidligere jernbaneoverskæring umiddelbart vest for Hadsten Station, og ender ved mødet med Hammelvej i den sydlige bydel Neder Hadsten. Fra den tidligere jernbaneoverskæring mod Randers, er den gamle landevej navngivet Nørregade.

## Navnets oprindelse
Det nuværende navns oprindelse tydes nemt, da det betegner gaden mod syd. Dog har strækningen mellem den nye rundkørsel ved den gamle købmandsgård og jernbanen tidligere gået under flere forskellige navne. Det tidligste navn var Mølgyde, som formodes at være afledt at Hadsten Mølle og den gamle danske betegnelse for mindre gade, gyde. Navnet er afspejler sig i Hadsten Kros tidligste navn, der flere gange i begyndelsen af 1800-tallet benævnes Mølgydekroen eller Hadsten Mølgyde Kro.
Strækningen benævnes også i en længere overgang som Storegade.

## Trafiksanering 1990'erne
Tekst mangler, hjælp os med at skrive teksten

## Trafiksanering 2013
Favrskov Kommune planlægger i starten af juli 2013 at påbegynde en renovering af gaden, hvori der tidligere blev fremstillet et forslag om at omdanne gaden fra sivegade til gågade. Det afviste de handlende dog blank, bl.a. med frygten at det naturlige flow af biler gennem gader, giver omsætning i forretningerne. Kommunen har imødekommet forslaget, og har nu sendt anlægget i udbud. 